# Chronometer

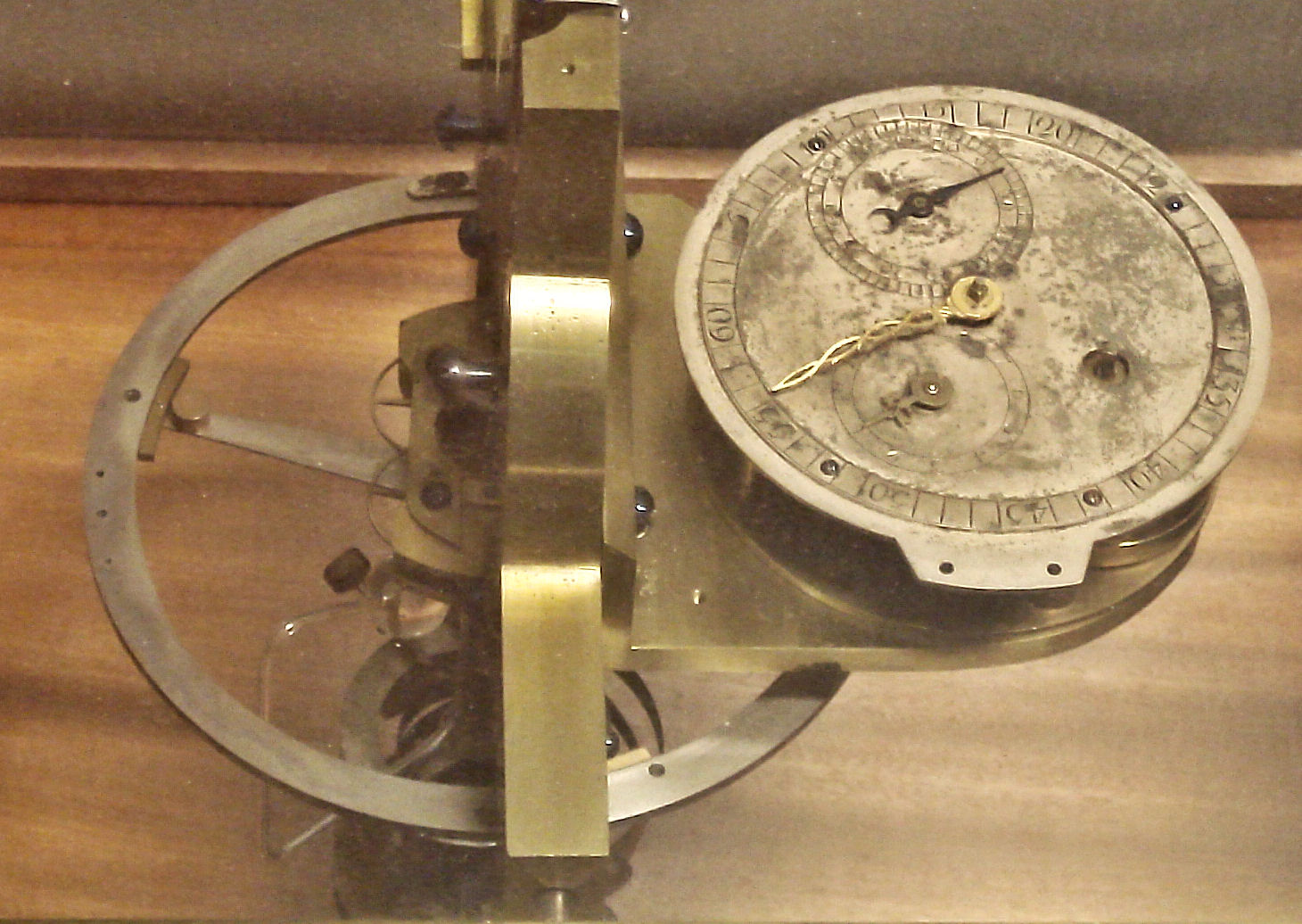
Chronometer, 1766

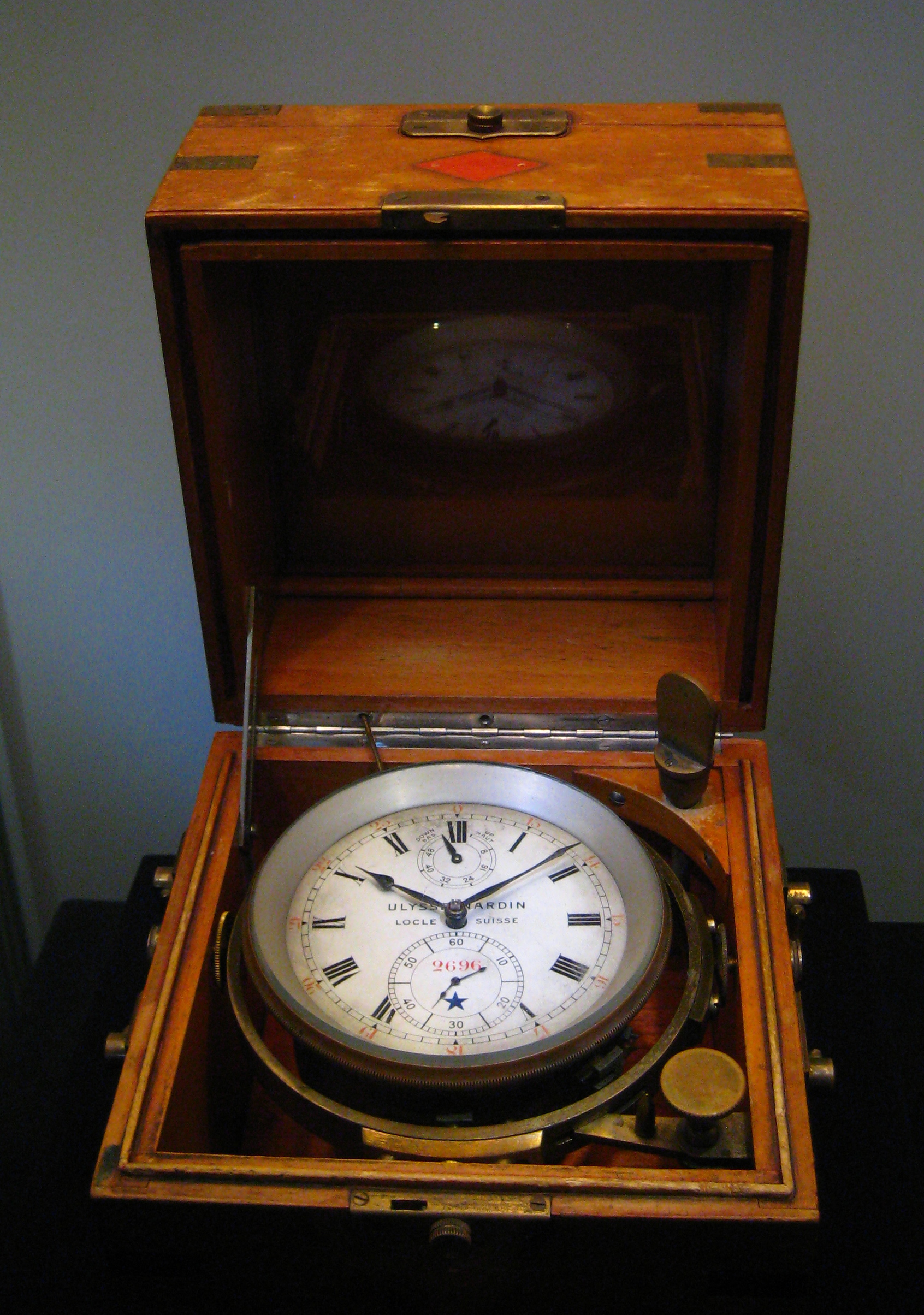
Chronometer, circa 1930

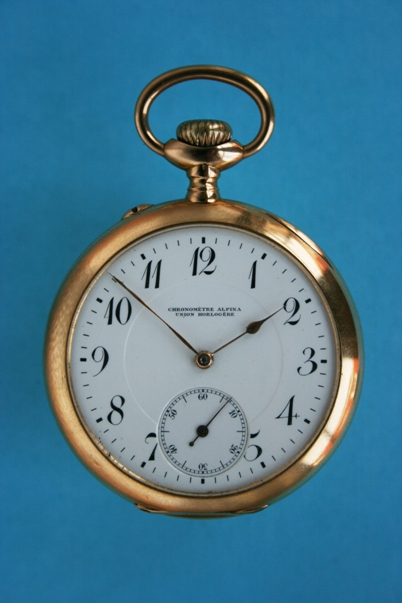
Zakhorloge, circa 1910

Een chronometer is een uurwerk waarvan de tijdsaanduiding voldoet aan de standaard van nauwkeurigheid zoals deze is opgesteld door het Contrôle Officiel Suisse des Chronomètres (COSC).
Abusievelijk wordt ook een stopwatch weleens chronometer genoemd. Een stopwatch is een meetinstrument dat gebruikt wordt om de lengte van een tijdsinterval te meten. In feite heet een dergelijk instrument een chronograaf.

## COSC-normen
Slechts 3% van alle Zwitserse horloges zijn COSC-gecertificeerd. De test duurt 11 dagen (bij kwartschronometers) of 16 dagen (bij mechanische chronometers) waarin het uurwerk (zonder behuizing) in verschillende standen (alleen bij mechanische chronometers) onder verschillende temperaturen op nauwkeurigheid getest wordt. Er gelden verschillende, doch altijd strenge, normen afhankelijk van de afmetingen van het uurwerk en het type uurwerk (mechanisch of kwarts). De nauwkeurigheidscriteria voor mechanische chronometers zijn vastgelegd in de norm ISO 3159. Voor kwartschronometers zijn geen ISO-normen vastgelegd, maar daarvoor maakt het COSC gebruik van een afgeleide van ISO 3159. Het COSC verstrekt geen gegevens over de prestaties van een individueel uurwerk, maar alleen of het voor de test geslaagd is of niet. Naast het COSC zijn er in enkele landen nog controle-instanties die eveneens certificeren, volgens dezelfde strenge normen.

## Scheepschronometer
Vroeger werd een scheeps- of marinechronometer in de scheepvaart gebruikt om de lengtegraad van het schip te bepalen. Hiervoor was het namelijk nodig nauwkeurig te weten hoe laat het was in de thuishaven (of in Greenwich) en deze tijd te vergelijken met de lokale tijd (te herleiden uit de zonnetijd of door het tijdstip van culmineren van een ster te bepalen).
De eis van nauwkeurigheid is niet gering. Een schip kan maanden onderweg zijn en intussen niet in de gelegenheid zijn om de chronometer gelijk te zetten. Als de chronometer dan een minuut verkeerd staat, is dat aan de evenaar een fout van 28 kilometer.
De oudste mogelijkheid om de chronometer gelijk te zetten was met de manen van Jupiter in het begin van de 17e eeuw. Het tijdstip waarop de manen in de schaduw van de planeet verdwenen was nauwkeurig bekend.
Sinds de uitvinding van de radio is het eenvoudiger, want men kan met de radio een tijdsein ontvangen. Bovendien kan men zich met specialistische apparatuur oriënteren op radiobakens. In de laatste tijd is dankzij moderne satellietsystemen (gps) de plaatsbepaling op zee nog nauwkeuriger en gemakkelijker geworden. Toch zijn er nog altijd wettelijke regelingen die het aan boord hebben van een transportabele precisietijdmeter verplicht stellen. Zowel oude als nieuwe scheepschronometers zijn dan ook transportabel, en kunnen in geval van nood in de reddingssloep meegenomen worden. Er zijn mechanische en elektronische scheepschronometers.
De invloed van de schommelingen van het schip op de precisie van de mechanische scheepschronometer wordt grotendeels opgeheven door het uurwerk met een cardanische ophanging beweegbaar te monteren in de behuizing. Deze chronometer dient iedere dag opgewonden te worden, hoewel hij wel twee dagen kan lopen. Met een aparte wijzer wordt aangegeven hoever het uurwerk is opgewonden of afgelopen, aan de hand van een schaalaanduiding met bijvoorbeeld de tekst Ab - Auf of Up - Down. Dit heet gangreserve-aanwijzing.
De eerste scheepschronometer werd vervaardigd door John Harrison. Aanvankelijk was het vervaardigen van scheepschronometers in handen van getalenteerde horlogemakers. Daarna ging men over tot het in serie vervaardigen van deze uurwerken, echter wel door een klein aantal zeer gespecialiseerde bedrijven.
Bij een kwartsgestuurde scheepschronometer is het uurwerk niet meer cardanisch gemonteerd en bovendien is de nauwkeurigheid veel groter dan van een gewoon kwartsklokje of kwartshorloge. Vooral het kwartskristal is aanmerkelijk beter en ook de omstandigheden waaronder het werkt zijn aangepast; elektronische regelingen en temperatuurcompensatie maken een afwijking van minder dan een halve minuut per jaar mogelijk. Bij een batterijwisseling blijft de klok nog een kwartier normaal doorlopen.

## Draagbare chronometer
In de periode dat er horloges gedragen werden, kwamen hiervan ook chronometerversies voor. Deze werden eveneens gecontroleerd en verkregen een certificaat. En zijn zelfs zeer speciale uitvoeringen, eventueel met gangreserveaanwijzing. Deze werden gebruikt in plaats van de grote scheepschronometer, daar waar een kleinere versie gewenst was. Ze worden wel observatiechronometers genoemd, bijvoorbeeld in laboratoria, voor militair gebruik en in de luchtvaart. Op grote schepen werden ze zelfs naast de scheepschronometer gebruikt. Met behulp van de handzame kleine chronometer konden alle andere uurwerken op het schip gelijk gezet worden met de scheepschronometer. Deze chronometers worden ook wel deck watch, Beobachtungsuhr of chronomètre de bord genoemd. Er bestaat geen gangbare Nederlandse benaming voor.
Ook polshorloges kunnen een chronometer zijn. Deze horloges lopen zeer nauwkeurig en zijn gecontroleerd door het COSC. Ze kunnen zowel mechanisch als elektronisch zijn. Voor de makers van zulke horloges kan een chronometercertificaat een prestigekwestie zijn.